# Devoor, Sindgi
Devoor là một làng thuộc tehsil Sindgi, huyện Bijapur, bang Karnataka, Ấn Độ.